# Итати (Аргентина)

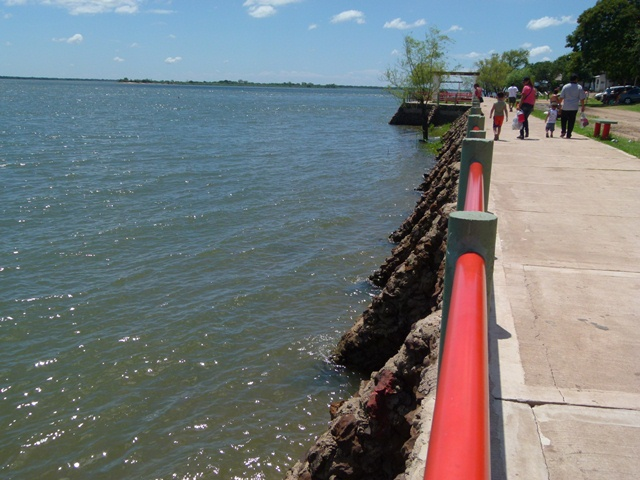
Парана у Итати

Итати (исп. Itatí) — город в Аргентине на севере провинции Корриентес. Административный центр одноименного департамента.
Расположен на берегу реки Парана, недалеко от места её слияния с рекой Парагвай, на северной границе провинции, которая также является международной границей с государством Парагвай в 68 км от столицы провинции города Корриентес.
Население в 2010 году — 6 562 человека.

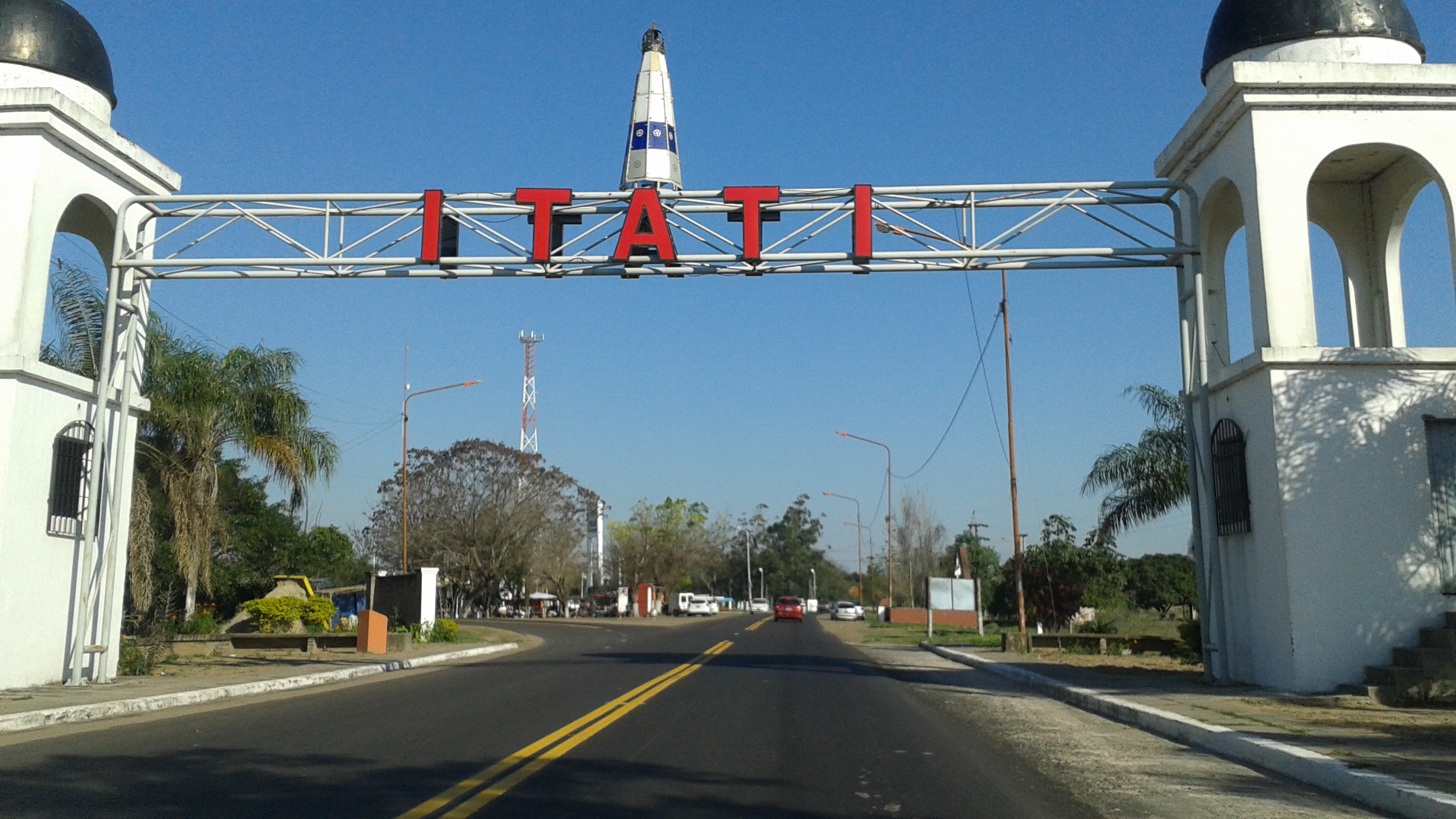

Главная достопримечательность — монументальная базилика, построенная в 1950 году, в которой хранится особо почитаемый образ Девы Итати, привезенный в страну около 1589 года францисканским священником. Купол собора — 83 м, диаметр — 28 м. Небольшая статуя считается чудотворной, поэтому «Дева Итати» является одним из самых почитаемых священных изображений в Аргентине и во всей Южной Америке, выполнена из дерева. В базилике находится музей, в котором хранятся картины XVI, XVII и XVIII веков, религиозные атрибуты, мебель и др.
В Итати проводятся ежегодные фестивали почитания Девы Итати (16 июля), когда тысячи верующих со всей Аргентины и соседних стран приезжают к святилищу. Вокруг него возник процветающий рынок ремесленных сувениров и изделий, в основном, посвященных теме призвания Девы Марии. Развит католический туризм.